# Cuz I Can
Cuz I Can, ett musikalbum av Ana Johnsson, släppt den 14 april 2004 av Bonnier Music.

## Låtlista
1. The Way I Am
2. Cuz I Can
3. L.A.
4. Now It's Gone
5. Life
6. Crest of the Wave
7. Here I Go Again
8. Just A Girl
9. Anything Goes
10. A Song For Everyone
11. Tame Me
12. What Is A Girl To Do (+ hidden track All The Way)